# Peter Greene
Peter Greene (Montclair, Nueva Jersey, 8 de octubre de 1965) es un actor estadounidense.
Entre 1994 y 1995 participó como secundario en tres películas de gran éxito comercial: Pulp Fiction, donde hace de Zed, el policía motociclista y violador de Marcellus Wallace, su papel de mayor impacto; La máscara, donde es Dorian Tyrell, el dueño del club, el malvado y mafioso antagonista del protagonista; y Sospechosos habituales. Tuvo también un papel secundario en la película Alerta máxima 2 protagonizada por Steven Seagal, en donde también realiza un papel de villano. En su carrera predominan, siempre como secundario, personajes de moral laxa y actitudes deleznables; personajes recurrentes en su obra son los de villanos y policía corrupto. En 1999 participó en De ladrón a policía.
- Datos: Q164534
- Multimedia: Peter Greene / Q164534